# Голодомори в Україні
Голодомо́ри в Украї́ні — неодноразова масова загибель людей від голоду на території УРСР, спричинена зумисними діями сталінської влади і спрямована на геноцид корінного населення. Найвідомішим і визнаним на міжнародному рівні голодомором є масове вимирання українців у 1932—1933 роках. Визначення «голодомор» вживається також для голоду 1921—1923 та 1946—1947 років.

## Голодомор в Українській СРР у 1921—1923
Голодомор в Україні 1921—1923 — масове знищення корінного українського населення з ознаками етнічної чистки через мор голодом, головно у південних областях Української СРР, в 1921–1923 роках, спричинене конфіскацією у селян і вивезенням хліба з УСРР до Російської СФРР, Західної Європи та Америки радянською владою в Українській СРР, під тиском влади Радянської Росії. В середньому по територіях, де компактно на той час мешкали українці, урожай був трохи нижчим від норми через посуху на півдні Української СРР, Кубані та Поволжі.

## Голодомор в Українській СРР у 1932—1933

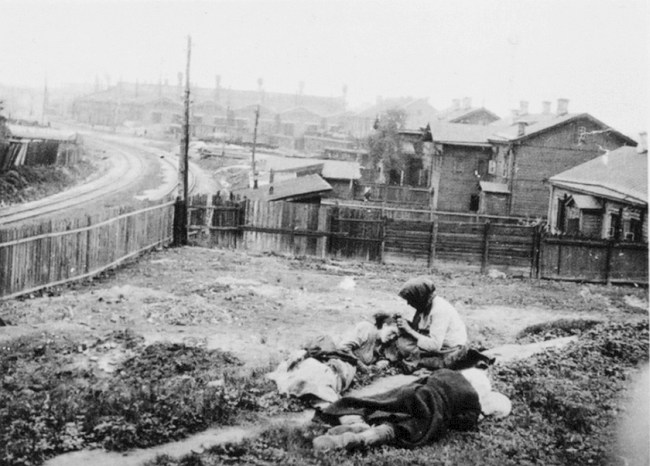
Жертви голоду на Харківщині (1933)

Голодомор 1932—1933 років — масовий, навмисно зорганізований радянською владою голод 1932–1933 років, що призвів до багатомільйонних людських втрат у сільській місцевості на території Української СРР (землі сучасної України за винятком семи західних областей, Криму і Південної Бессарабії, які тоді не входили до УСРР) та Кубані, переважну більшість населення якої становили українці. Викликаний свідомими і цілеспрямованими заходами вищого керівництва Радянського Союзу і Української СРР на чолі зі Сталіним, розрахованими на придушення українського національно-визвольного руху і фізичного знищення частини українських селян.

Пам'ятник жертвам голодомору-геноциду та депортацій XX ст. по вул. Виговського, на подвір'ї церкви Святої Покрови

Спланована конфіскація урожаю зернових та усіх інших продуктів харчування у селян представниками радянської влади впродовж Голодомору 1932—1933 безпосередньо призвела до вбивства селян голодом у мільйонних масштабах, при цьому радянська влада мала значні запаси зерна в резервах та здійснювала його експорт за кордон під час Голодомору. Попри те, що злочинні дії представників сталінської влади, що спричинили смерть людей голодом, кваліфікувалися згідно з нормами тогочасного радянського кримінального законодавства як вбивство, причини цього масового злочину ніколи в СРСР не розслідувалися та ніхто з можновладців, причетних до злочину, не поніс покарання при тому, що навіть найвище керівництво СРСР, включаючи Сталіна, знало про факти загибелі людей від голоду. Впродовж десятиліть масове вбивство людей штучним голодом не лише навмисно замовчувалося радянською владою, але й взагалі заборонялося про нього будь-де згадувати. У порівнянні, Голод на Поволжі 1921—1922 роках та голод під час блокади Ленінграду в роки Другої світової війни висвітлювались в радянських засобах масової інформації та історичній літературі. Бездіяльність радянської прокуратури та інших органів влади стосовно факту злочину масового вбивства людей штучним голодом яскраво демонструє дійсний, а не декларований,— на словах чи на папері, — стан реалізації «радянської законності» у тоталітарній радянській державі.

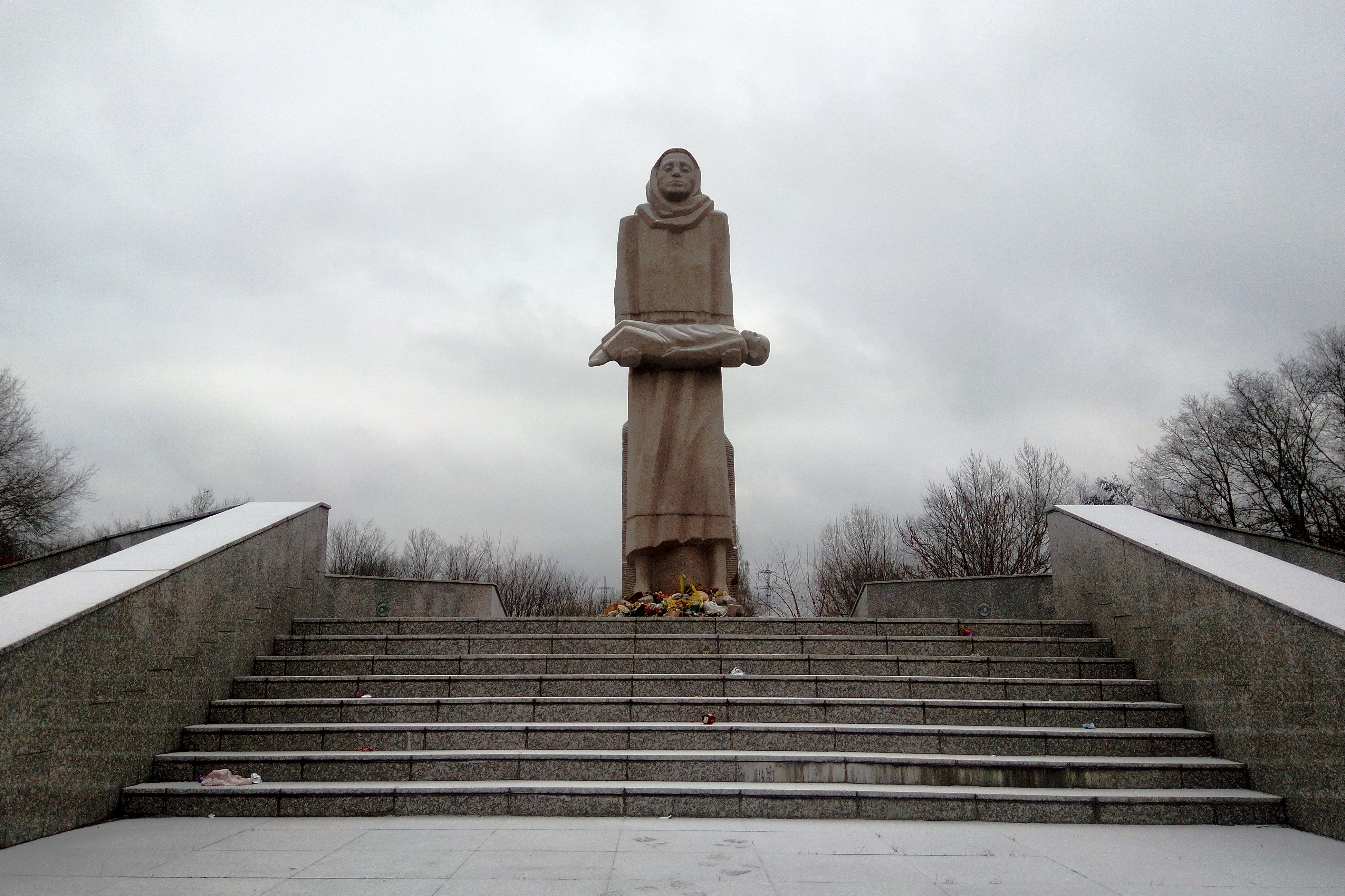
Меморіал жертвам політичних репресій та Голодомору в Дніпрі. Відкрито 14 вересня 2008 року Президентом України В. Ющенком

У дослідженнях Джеймса Мейса та Роберта Конквеста автори доводять, що Голодомор відповідає загальноприйнятому визначенню геноциду. 24 країни офіційно визнали Голодомор геноцидом українського народу. Відповідно до соціологічного опитування, проведеного 2010 року, 60 % громадян України вважають Голодомор геноцидом. 2003 року Український парламент назвав, а 2006 — офіційно визнав Голодомор геноцидом українського народу. 2010 року судовим розглядом завершилася кримінальна справа за фактом здійснення злочину геноциду. Винними суд визнав сім вищих керівників СРСР та УСРР, і констатував, що за даними науково-демографічної експертизи загальна кількість людських втрат від Голодомору становить 3 мільйони 941 тисяча осіб. Також за даними слідства було визначено, що втрати українців у частині ненароджених становлять 6 мільйонів 122 тисячі осіб.
У тому ж таки 1933 році, користуючись заляканістю і фізичною нездатністю до будь-якого опору серед селян, було заборонене вживання української мови у пресі, школах і при веденні документів на Кубані та на території теперішніх Ростовської, Воронізької, Курської, Білгородської, Брянської областей РФ, на території яких існували українські села і містечка, а також розстріляно тих, хто намагався підраховувати кількість жертв. В Росії ця тема досі під негласним табу. Співробітники ФСБ проводять бесіди з українцями Кубані, які намагаються хоч якось висловити власну позицію.

## Голодомор в Українській РСР у 1946—1947

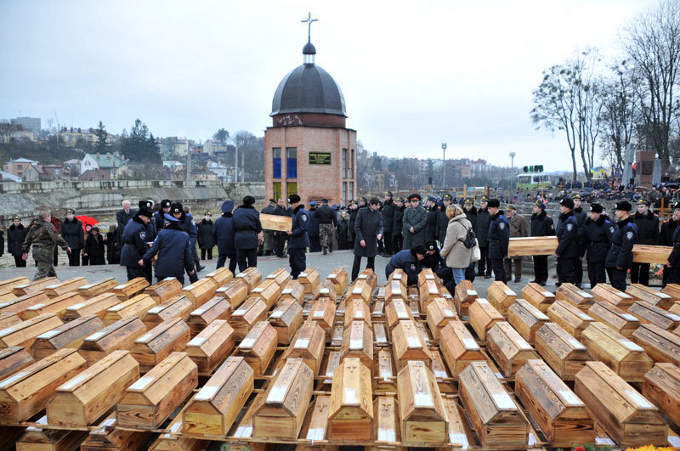
Перепоховання останків тіл жертв Голодомору і репресій 1946-47 років. Личаківський цвинтар у Львові

Третій голодомор, який влаштувала народам СРСР російсько-комуністична диктатура 1946–1947, був спричинений не так повоєнним неврожаєм, як спланованою акцією сталінського Політбюро з метою забрати в селян залишки зерна і продати чи подарувати його братнім режимам в соціалістичному таборі. Так 1946 з СРСР вивезено 350 тисяч тонн зерна до Румунського королівства, у 1947 — 600 тисяч тонн зерна — до Чехословацької республіки, за тих два роки Польська республіка отримала з Радянського Союзу 900 тисяч тонн хліба. А в Молдавській РСР й південних областях Української РСР шаленів голод і лише за перше півріччя 1947 офіційно зареєстровано 130 випадків людоїдства.

## Ушанування пам'яті жертв голодоморів
В Україні з 1998 року Указом Президента України установлено День пам'яті жертв голодоморів, який відзначають щороку у четверту суботу листопада.

## Тема голодомору в культурі

### Кінематограф
Художній кінематограф почав говорити на тему Голодомору з початком Незалежності. Стрічка «Голод 33» українського режисера Олеся Янчука за мотивами повісті Василя Барки «Жовтий князь» вийшов у 1991 році. Прем'єра українського художнього фільму «Маленьке життя» Олександра Жовни відбулася у рамках 38-го міжнародного кінофестивалю «Молодість» 2008 року, у 2014 вийшла історична драма Олеся Саніна «Поводир». Кінематографічні репліки на тему Голодомору вийшли у США «Номер 44» Даніеля Еспіноса у 2015, Канаді «Гіркі жнива» Джорджа Менделюка у 2016, спільний польсько-британський проєкт «Ціна правди» Аґнєшки Голланд у 2019 році. На український телеекран у 2020-у вийшов серіал-епопея «І будуть люди» Аркадія Непиталюка. Документальний фільм 2008 року, режисера Сергія Буковського «Живі».

### Театр
Одеський український музично-драматичний театр звернувся до постановки п'єси «97» Миколи Куліша у 1926 році (згодом вистава була поновлена у 1927). Поставив виставу Михайло Тінський (режисер поновлення — Василь Василько). Наступне звернення до п'єси Куліша зробив у 1967 на сцені цього ж театру режисер Броніслав Мешкіс, на сцені Донецького обласного російського драматичного театру Олександр Утеганов у 1977 році.
У 2008 році вийшли вистави «Ігри імператорів» Івано-Франківського обласного музично-драматичного театру ім. Івана Франка за творами Миколи Куліша «97», Альбера Камю «Калігула» та філософськими трактатами Григорія Сковороди у постановці Сергія Кузика; епічна драма «Голодна кров» Володимира Петренка на сцені Дніпровського молодіжного театру «Віримо!»; театральний проект Андрія Жолдака «Ленін Love. Сталін Love.» за мотивами роману «Жовтий князь» Василя Барки. Режисер Станіслав Жирков у Київському театрі «Золоті ворота» поставив у 2016 році виставу «І створив собі кумира» за щоденниками Лева Копилева, епізод про Голодомор присутній в його виставі «Отелло/Україна/Facebook» 2019-го року, створеній за п'єсою Павла Ар'є та Марини Смілянець.
«Маленьку казку про Велике Горе» поставила у 2018 році Віра Лозинська (Зразковий аматорський театр «Дюймовочка» Підволочиського будинку культури); поетичну виставу «І запали вселенськую свічу…» у 2019 році — Ольга Герасимова (Народний музично-драматичний театр та Дитячо-юнацький театр-студія «Едельвейс», м.Ізмаїл); перформативну виставу «Контора» — Олександра Кравченко (Київський театр «Veritas»).
П'єсу «Зерносховище» Наталі Ворожбит репетирував на сцені Коломийського академічного обласного українського драматичного театру ім. І. Озаркевича Максим Голенко у 2011 (вистава повністю зроблена була закрита дирекцією); у 2015 році вийшла версія у Першому українському театрі для дітей та юнацтва Львова у постановці Андрія Приходько; у 2015-у Іван Данілін випустив її під назвою «Голодомор» спільним проєктом Чернівецького театру «Учні» та Народного драматичного театру «КБУ» Центрального палацу культури (м. Чернівці); у 2019 Дмитро Карачун звернувся до матеріалу в постановці Молодіжного театру «Silentium» (м. Калуш). П'єсу «Голос тихої безодні» Неди Нежданої поставили у 2015 році Ірина Волицька в творчій майстерні «Театр у кошику» (м. Львів), у 2019 році Олеся Плохоткіна у Запорізькому академічному обласному театрі юного глядача, Анатолій Левченко у театрі «Terra Incognita» (м. Маріуполь).

### Ігровій індустрії
- Famine Way - пригодницька двомірна гра про жахи Голодомору 1932-1933 років, яка розкриває злочинну політику Радянського Союзу проти України випущена студією STELLARIUM в 2024 році.[27][28]